# Xinhua (Shijiazhuang)
Xinhua (chinesisch 新华区, Pinyin Xīnhuá Qū) ist ein chinesischer Stadtbezirk der bezirksfreien Stadt Shijiazhuang der Provinz Hebei. Er hat eine Fläche von 92 km² und zählte per 2017 etwa 690.000 Einwohner.
Die Bevölkerungszählung des Jahres 2000 hatte eine Gesamtbevölkerung von 362.110 Personen in 101.674 Haushalten ergeben, davon 185.923 Männer und 176.187 Frauen.

## Administrative Gliederung
Auf Gemeindeebene setzt sich der Stadtbezirk per Ende 2018 aus 15 Straßenvierteln zusammen. Diese heißen Gexin Jie (革新街街道), Xinhua Lu (新华路街道), Ning’an (宁安街道), Dongjiao (东焦街道), Xiyuan (西苑街道), Hezuo Lu (合作路街道), Lianmeng (联盟街道), Shigang (石岗街道), Tianyuan (天苑街道), Beiyuan (北苑街道), Zhaolingpu Lu (赵陵铺路街道), Xisanzhuang (西三庄街道), Daguo (大郭街道), Dubei (杜北街道), Zhaotuo Lu (赵佗路街道).